# Кандзэон дзэн-центр
Кандзэ́он дзэ́н-це́нтр — буддийский центр учения дзэн, расположенный в Солт-Лейк-Сити (штат Юта), филиал White Plum Asanga, западной ассоциации центров дзэн, происходящих от традиции Тайцана Мэцуми. Одно из крупнейших сообществ монахов дзэн в Западном мире.

## История
Основан центр в 1984 году нынешним настоятелем Деннисом Генро Мерцелем. Назван в честь одного из буддийских святых — Кандзэона (или на санскрите — Авалокитешвары), бодхисаттвы сострадания, давшего клятву спасать живых существ везде и всюду.
Деннис Мерцель сформулировал свой взгляд на метод «Большого ума» (Big Mind), традиционно использующегося в буддизме в качестве психотехники для достижения просветления. Под умом буддисты имеют в виду не мозг, а тот ум, который наиболее интересует буддистов — то есть ум, неразделимый с сердцем и показывающий окружающий мир открытым и ясным.
Как западный человек, Деннис Мерцель соединил философию дзэн с западной психологией (в первую очередь, гештальтпсихологией), в результате чего возникла школа дзэн с элементами групповой и индивидуальной терапии.
Помимо традиционных для буддизма занятий медитацией и бесед с наставником, в Кандзэон дзэн-центре послушниками используются такие методы, как групповая динамическая медитация (кинхин или медитация при ходьбе) и самовнушение, основанное на технике, разработанной американскими психотерапевтами Сидрой и Халом Стоуном.
В 2006 году послушником Кандзэон дзэн-центра стал известный композитор и музыкант Оттмар Либерт.

## Галерея

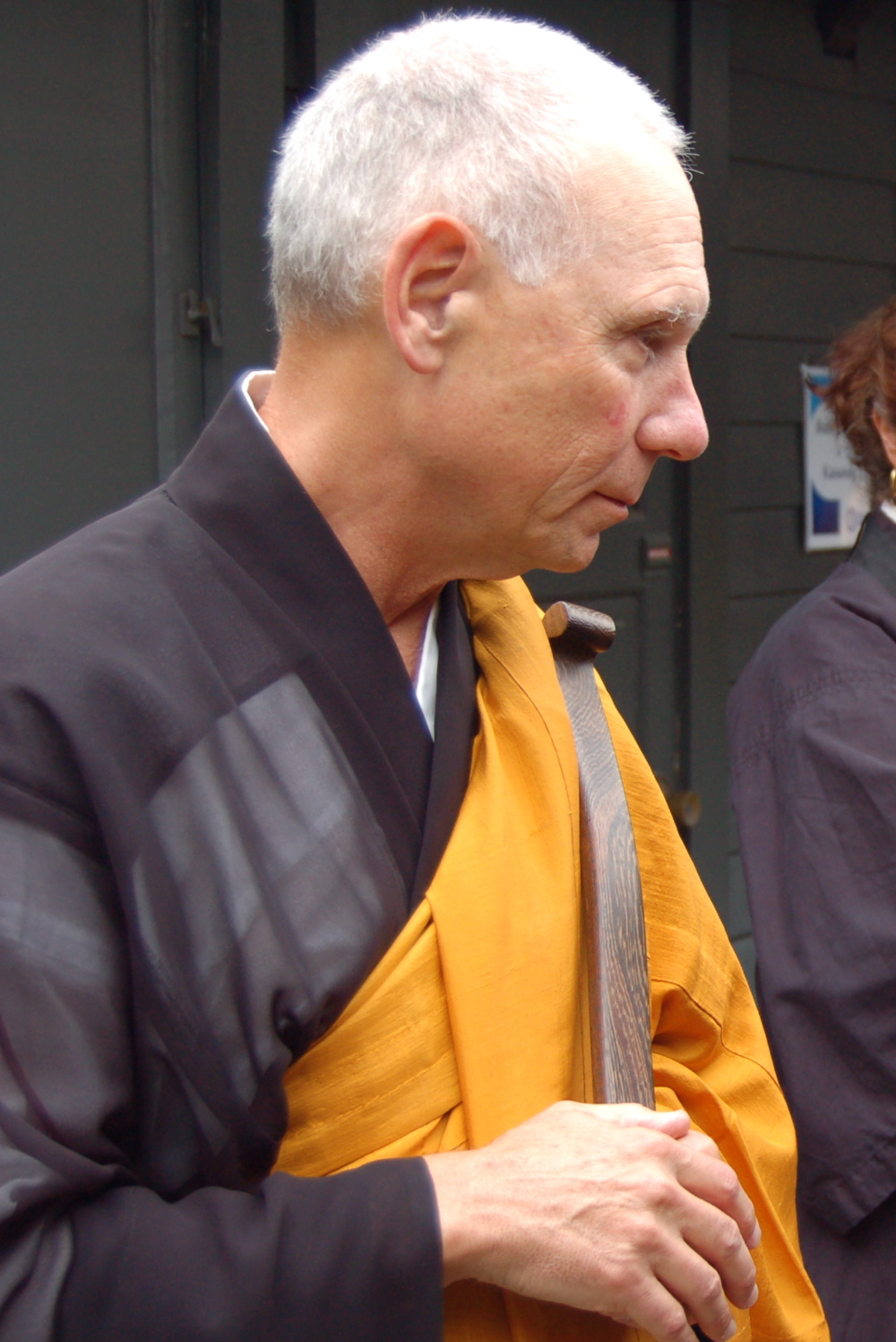
Настоятель Деннис Генро Мерцель.
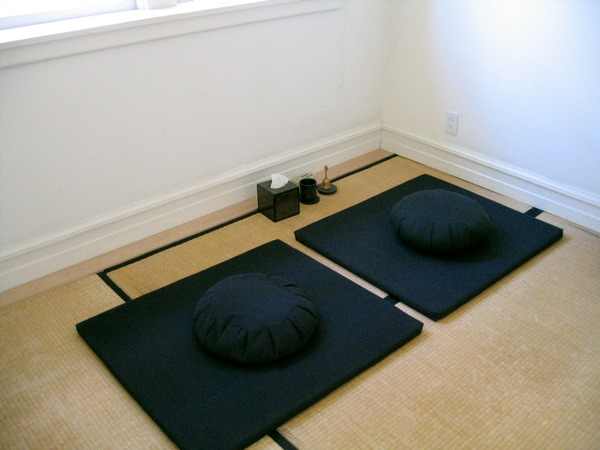
Одна из комнат дзэн-центра.
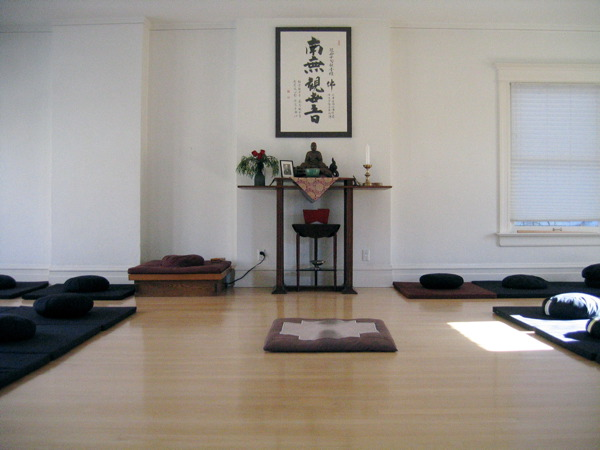
Внутренне убранство дзэн-центра.
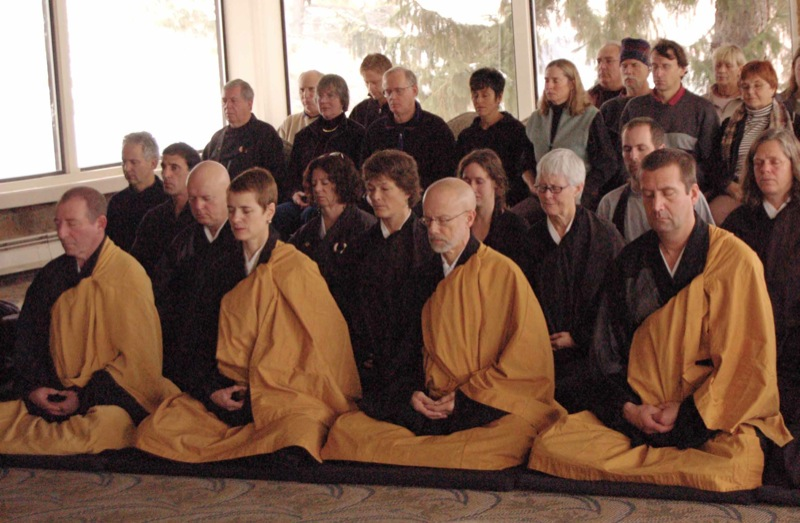
Монахи, живущие в дзэн-центре.
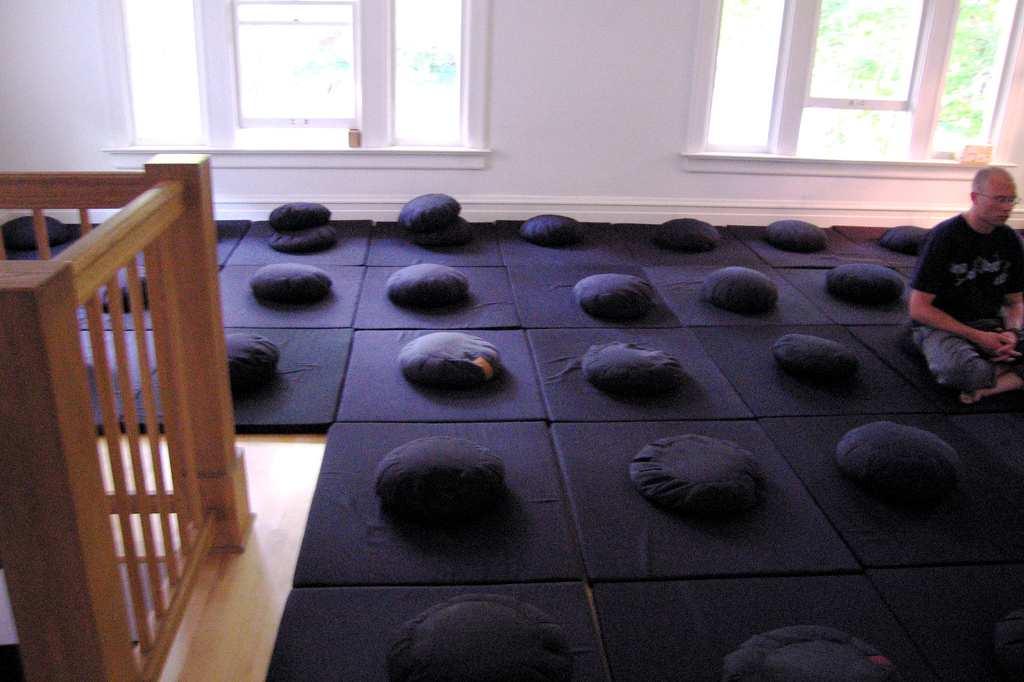
Комната для медитации.
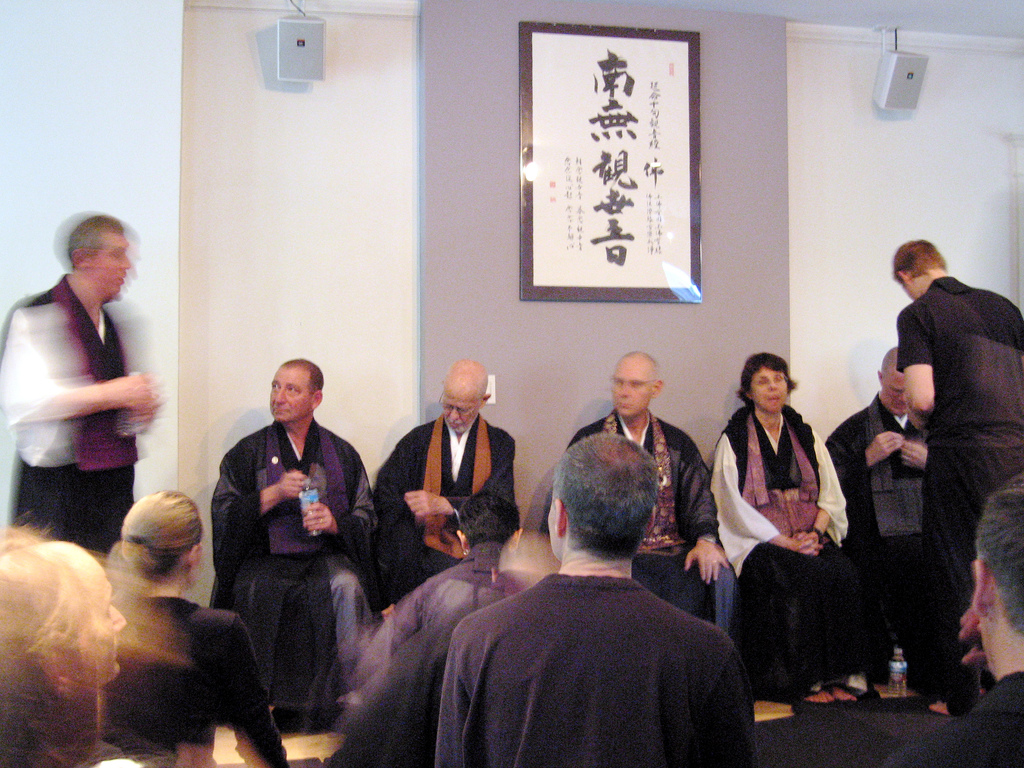
Традиционная беседа.
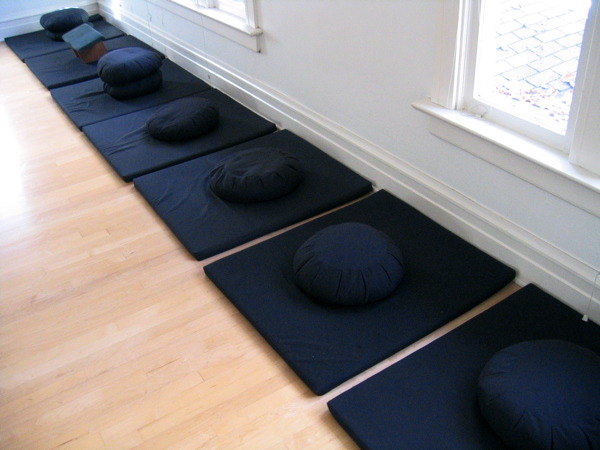
Коврики для медитации.
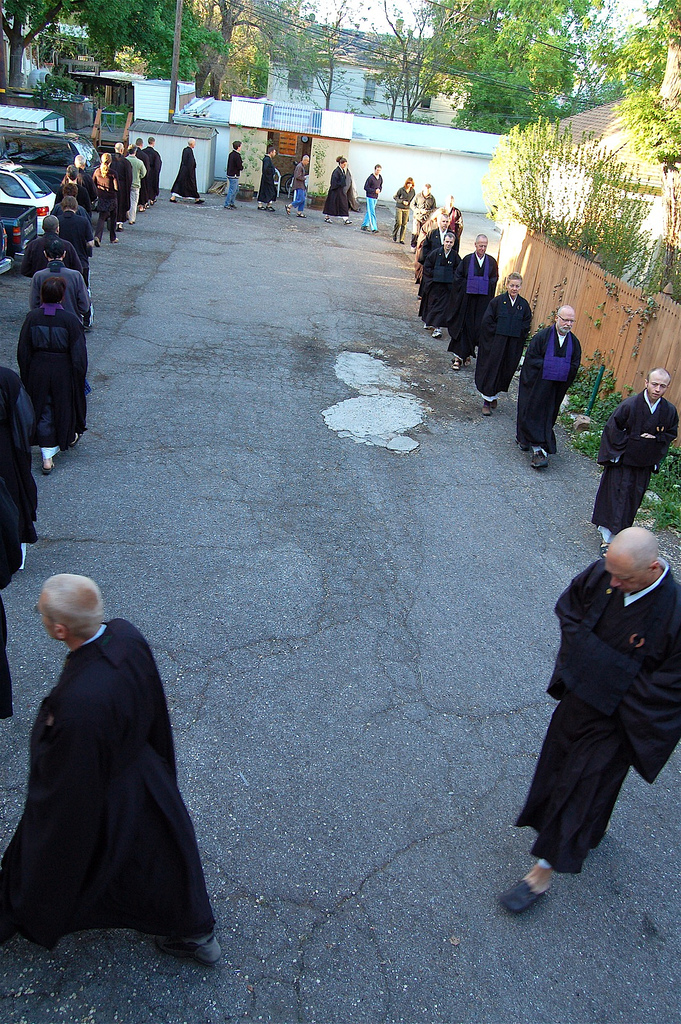
Монахи во время медитации при ходьбе (kinhin).